# Vandtriel
Vandtriel (latin: Burhinus vermiculatus) er en subsaharisk mågevadefugl.